# Alexander Aas
Alexander Aas (Skien, 14 settembre 1978) è un ex calciatore norvegese, di ruolo difensore.

## Carriera

### Club

#### Odd Grenland
Aas arrivò all'Odd Grenland dallo Skiens Grane nel 1995, per fare parte delle giovanili. Venne chiamato in prima squadra l'anno successivo e poté effettuare il suo debutto contro l'Hamarkameratene. Giocò tre gare nella sua prima stagione con l'Odd Grenland (due di campionato e una di coppa). Alla fine di agosto 1996 si ruppe una caviglia durante una sessione d'allenamento. Ad aprile 1997 subì un altro serio infortunio, rompendosi stavolta una gamba.
Nel campionato 1999, conquistò un posto stabile da titolare, disputando tutte le ventisei partite della Tippeligaen e segnando anche due reti, aiutando l'Odd Grenland a raggiungere una tranquilla posizione di classifica. Si aggiudicò la Norgesmesterskapet 2000, giocando anche la finale contro il Viking. Nella stessa stagione, sostenne un provino con il Southampton.
Il 20 settembre 2001 fu titolare nel match d'esordio nelle competizioni europee dell'Odd Grenland: fu schierato infatti nell'incontro con l'Helsingborg, valido per la Coppa UEFA 2001-2002 e conclusosi con un pareggio per due a due.
Nel 2004, Aas sostenne un provino di dieci giorni con il Wolverhampton Wanderers, giocando anche un incontro con la squadra riserve.

#### Odense
A gennaio 2005, firmò un contratto biennale con i danesi dell'Odense. Esordì nel nuovo campionato in data 13 marzo, contro l'Esbjerg. Segnò la prima rete circa due mesi più tardi, l'8 maggio, nel pareggio per uno a uno contro il Brøndby (alla sua marcatura rispose Johan Elmander).
Nell'estate 2006, rinnovò il suo contratto per altre due stagioni.

#### Strømsgodset
A dicembre 2006, l'Odense vendette il calciatore allo Strømsgodset. Esordì ufficialmente il 9 aprile 2007, contro la sua ex-squadra dell'Odd Grenland: la partita si concluse con un successo per due a uno. Il 24 giugno dello stesso anno, segnò la rete del due a uno finale tra Strømsgodset e Fredrikstad, permettendo alla sua squadra di raggiungere il successo finale. Nel 2008, divenne capitano della squadra, in seguito al ritiro di Øyvind Leonhardsen.
Sempre con lo Strømsgodset, si aggiudicò la vittoria finale nella Coppa di Norvegia 2010, esattamente dieci anni dopo l'ultima sua affermazione in questa competizione. Il 26 marzo 2012 fu resa nota l'aggressione da lui subita, mentre era di ritorno da una discoteca con la sua fidanzata: due uomini lo colpirono con pugni e calci, rompendogli il setto nasale e costringendolo a farsi medicare con due punti di sutura sulla testa. Il 7 aprile 2012 effettuò un test per valutare se fosse pronto a tornare in campo. Il 15 aprile ricominciò a calcare i campi da calcio, segnando una rete nel successo per 1-2 sul campo del Brann e risultando impeccabile in fase difensiva. Il 19 novembre 2012, annunciò il ritiro dall'attività agonistica.

### Nazionale
Aas giocò a livello giovanile per la Norvegia under 17, Norvegia under 18 e Norvegia under 21. Disputò anche otto incontri per la selezione maggiore, esordendo il 24 gennaio 2001, nell'amichevole contro la Corea del Sud, terminata con una vittoria per tre a due.
Il 28 gennaio 2004, realizzò la sua unica rete in Nazionale maggiore, nel successo per cinque a due in amichevole contro Singapore. Quella è stata anche la sua ultima partita con la selezione norvegese.

## Statistiche

### Cronologia presenze e reti in nazionale
| Cronologia completa delle presenze e delle reti in nazionale ― Norvegia | Cronologia completa delle presenze e delle reti in nazionale ― Norvegia | Cronologia completa delle presenze e delle reti in nazionale ― Norvegia | Cronologia completa delle presenze e delle reti in nazionale ― Norvegia | Cronologia completa delle presenze e delle reti in nazionale ― Norvegia | Cronologia completa delle presenze e delle reti in nazionale ― Norvegia | Cronologia completa delle presenze e delle reti in nazionale ― Norvegia | Cronologia completa delle presenze e delle reti in nazionale ― Norvegia |
| Data                                                                    | Città                                                                   | In casa                                                                 | Risultato                                                               | Ospiti                                                                  | Competizione                                                            | Reti                                                                    | Note                                                                    |
| ----------------------------------------------------------------------- | ----------------------------------------------------------------------- | ----------------------------------------------------------------------- | ----------------------------------------------------------------------- | ----------------------------------------------------------------------- | ----------------------------------------------------------------------- | ----------------------------------------------------------------------- | ----------------------------------------------------------------------- |
| 24-1-2001                                                               | Hong Kong                                                               | Corea del Sud                                                           | 2 – 3                                                                   | Norvegia                                                                | Amichevole                                                              | -                                                                       |                                                                         |
| 6-6-2001                                                                | Oslo                                                                    | Norvegia                                                                | 1 – 1                                                                   | Bielorussia                                                             | Amichevole                                                              | -                                                                       | 90’                                                                     |
| 27-3-2002                                                               | Tunisi                                                                  | Tunisia                                                                 | 0 – 0                                                                   | Norvegia                                                                | Amichevole                                                              | -                                                                       |                                                                         |
| 28-1-2003                                                               | Mascate                                                                 | Oman                                                                    | 1 – 2                                                                   | Norvegia                                                                | Amichevole                                                              | -                                                                       | 46’                                                                     |
| 30-4-2003                                                               | Dublino                                                                 | Irlanda                                                                 | 1 – 0                                                                   | Norvegia                                                                | Amichevole                                                              | -                                                                       | 56’                                                                     |
| 20-8-2003                                                               | Oslo                                                                    | Norvegia                                                                | 0 – 0                                                                   | Scozia                                                                  | Amichevole                                                              | -                                                                       | 70’                                                                     |
| 10-9-2003                                                               | Oslo                                                                    | Norvegia                                                                | 0 – 1                                                                   | Portogallo                                                              | Amichevole                                                              | -                                                                       | 46’                                                                     |
| 28-1-2004                                                               | Singapore                                                               | Singapore                                                               | 2 – 5                                                                   | Norvegia                                                                | Amichevole                                                              | 1                                                                       | 46’                                                                     |
| Totale                                                                  |                                                                         | Presenze                                                                | 8                                                                       |                                                                         | Reti                                                                    | 1                                                                       |                                                                         |

## Palmarès

### Club

#### Competizioni nazionali
- Coppa di Norvegia: 2

Odd Grenland: 2000
Strømsgodset: 2010